# Adolphe Joseph Thomas Monticelli

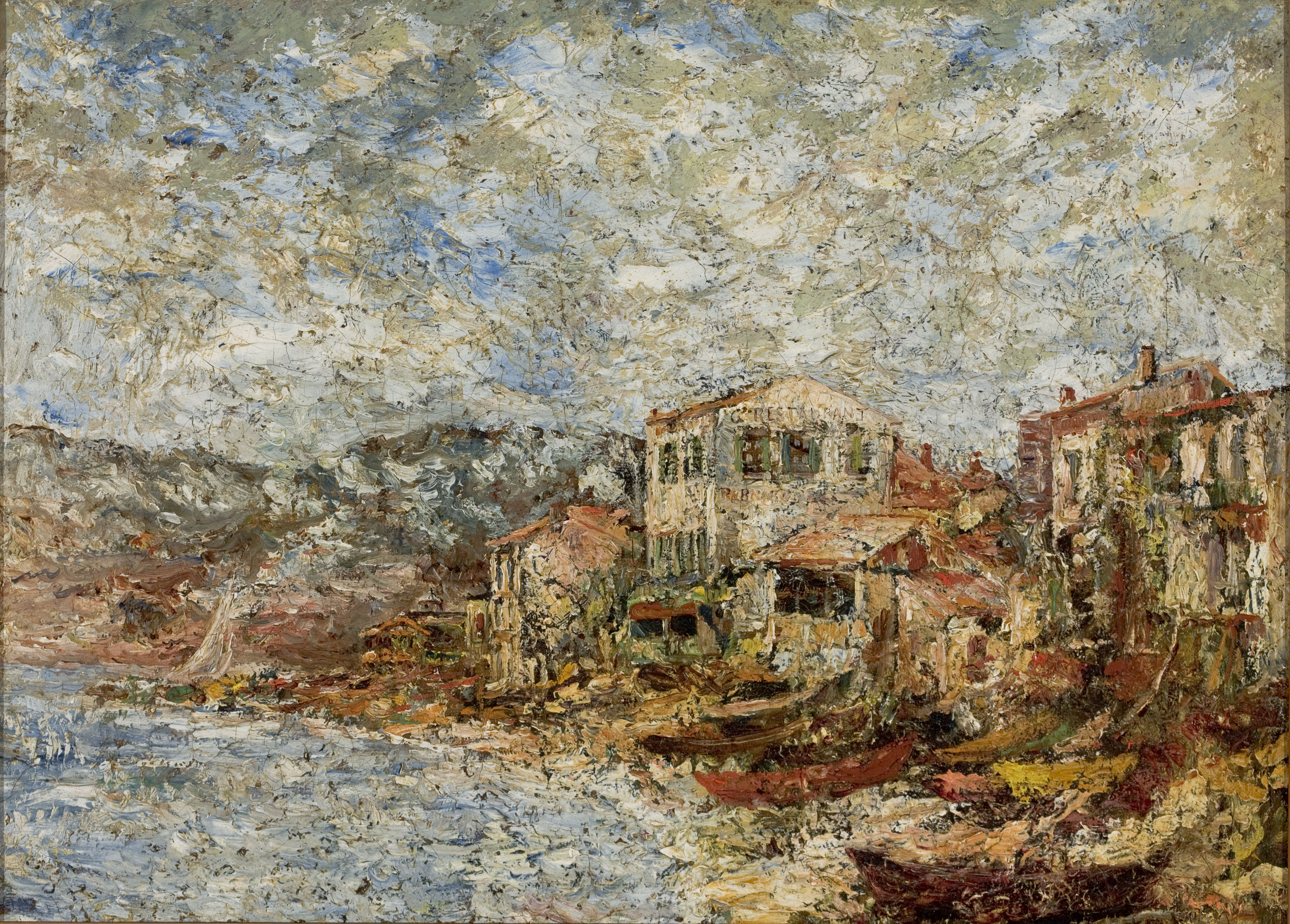
Krajobraz nadmorski pod Marsylią, 1880, São Paulo Museum of Art

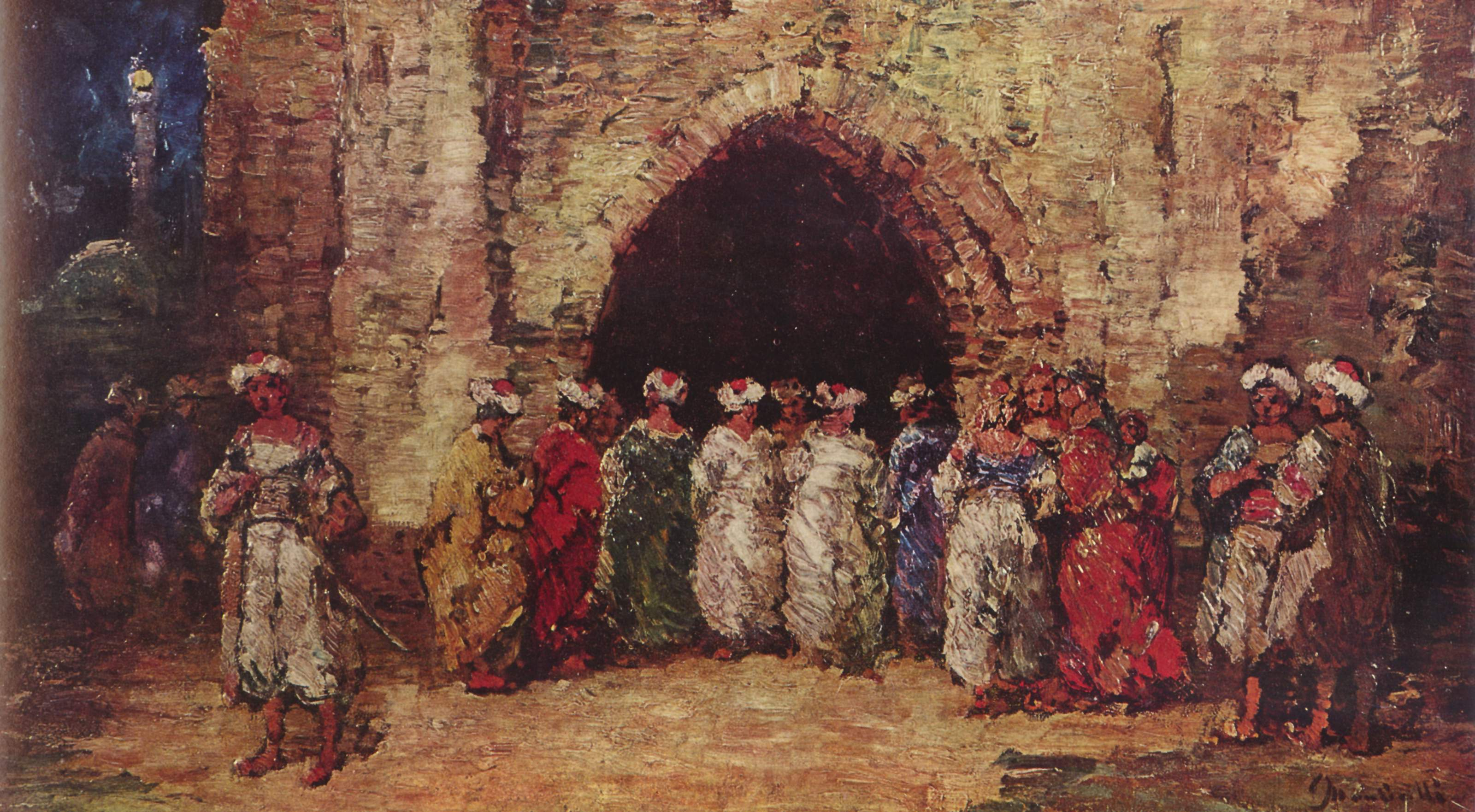
Scena orientalna, 1876

Adolphe Joseph Thomas Monticelli (ur. 14 października 1824 w Marsylii, zm. 29 czerwca 1886 tamże) – francuski malarz, prekursor impresjonizmu.
Jego rodzina miała włoskie korzenie i osiadła we Francji w XVIII wieku. Monticelli uczęszczał do szkoły rysunkowej w Marsylii i kopiował obrazy w miejscowym muzeum. W latach 1846–1849 uczył się w Paryżu w pracowni Paula Delaroche, prowadząc jednocześnie samodzielne studia nad pracami dawnych mistrzów w Luwrze. Na jego rozwój wpływ mieli malarze romantyczni Eugène Delacroix i Narcisse Virgilio Díaz de la Peña. W latach 1873–1870 artysta przebywał głównie w Paryżu obracając się w kręgu barbizończyków, po wojnie francusko-pruskiej przeniósł na stałe Marsylii, gdzie żył i pracował do śmierci.
Adolphe Monticelli wypracował własny, nowatorski styl, przez krytyków sztuki uważany za zapowiedź impresjonizmu i ekspresjonizmu. Malował portrety, pejzaże i martwe natury, a przede wszystkim fête galante – sceny wytwornych zabaw dworskich i koncertów. Przedstawiał często artystów cyrkowych, sceny teatralne i maskarady. Posługiwał się nowatorską techniką kładzenia farby, stosował grube impasty i śmiałe świetliste kolory. Jego prace nawiązują zarówno do twórczości artystów rokokowych, jak i romantyków.
Malarz znał m.in. Paula Cézanne`a, a szczególny wpływ wywarł na twórczość Vincenta van Gogha, który pod wpływem jego twórczości zdecydował się rozjaśnić paletę i stosować bardziej śmiałe rozwiązania kompozycyjne.